# فهرست شهرستان‌های استان قم
فهرست شهرستان‌های استان قم به ترتیب سال تأسیس(خورشیدی):

نقشه شهرستان‏‏ های استان قم

| ردیف | نام شهرستان | مرکز شهرستان | سال تأسیس | مساحت شهرستان (Km²) | جمعیت مرکز شهرستان ۱۳۹۵ | جمعیت شهرستان ۱۳۹۵ |
| ---- | ----------- | ------------ | --------- | ------------------- | ----------------------- | ------------------ |
| ۱    | قم          | قم           | ۱۳۷۵      | ۹،۲۸۵               | ۱،۲۰۱،۱۵۸ نفر           | ۱،۲۴۹،۷۳۲ نفر      |
| ۲    | کهک         | کهک          | ۱۴۰۰      | ۹۳۸                 | ۴،۸۳۷ نفر               | ۲۰،۵۸۸ نفر         |
| ۳    | جعفرآباد    | جعفریه       | ۱۴۰۰      | ۱،۱۰۵               | ۹،۳۸۷ نفر               | ۲۱،۹۶۳ نفر         |